# 登竜峠
登竜峠（とりゅうとうげ）は、北海道天塩郡豊富町の豊富温泉近くにある峠。
豊富温泉スキー場のある山の北側を流れる登竜沢川（下エベコロベツ川の支流）の谷から、温泉街の東側、幌延町との境界付近で下エベコロベツ川の谷間に乗り越える鞍部にある、海抜70mほどの小さな峠である。
過去には旧国鉄（現・JR）宗谷本線の豊富駅と、温泉街からさらに東の山奥にあった日曹炭鉱を結んでいた日曹炭鉱天塩鉱業所専用線が、温泉街を避けるためか、迂回してこの峠を越え、山元に向かう線路を敷いていた。日曹炭鉱線では国鉄払い下げの9600形蒸気機関車が活躍しており、炭鉱から豊富駅へ向かう石炭を積載した貨物列車が、補機の後押しを受けながら登竜峠の勾配を登っていたことでも知られる峠であった。
現在、峠に登竜峠の名を示す標識等はなく、地元でもその名を知る人は少ない。